# Clausura Bir Oum Ali

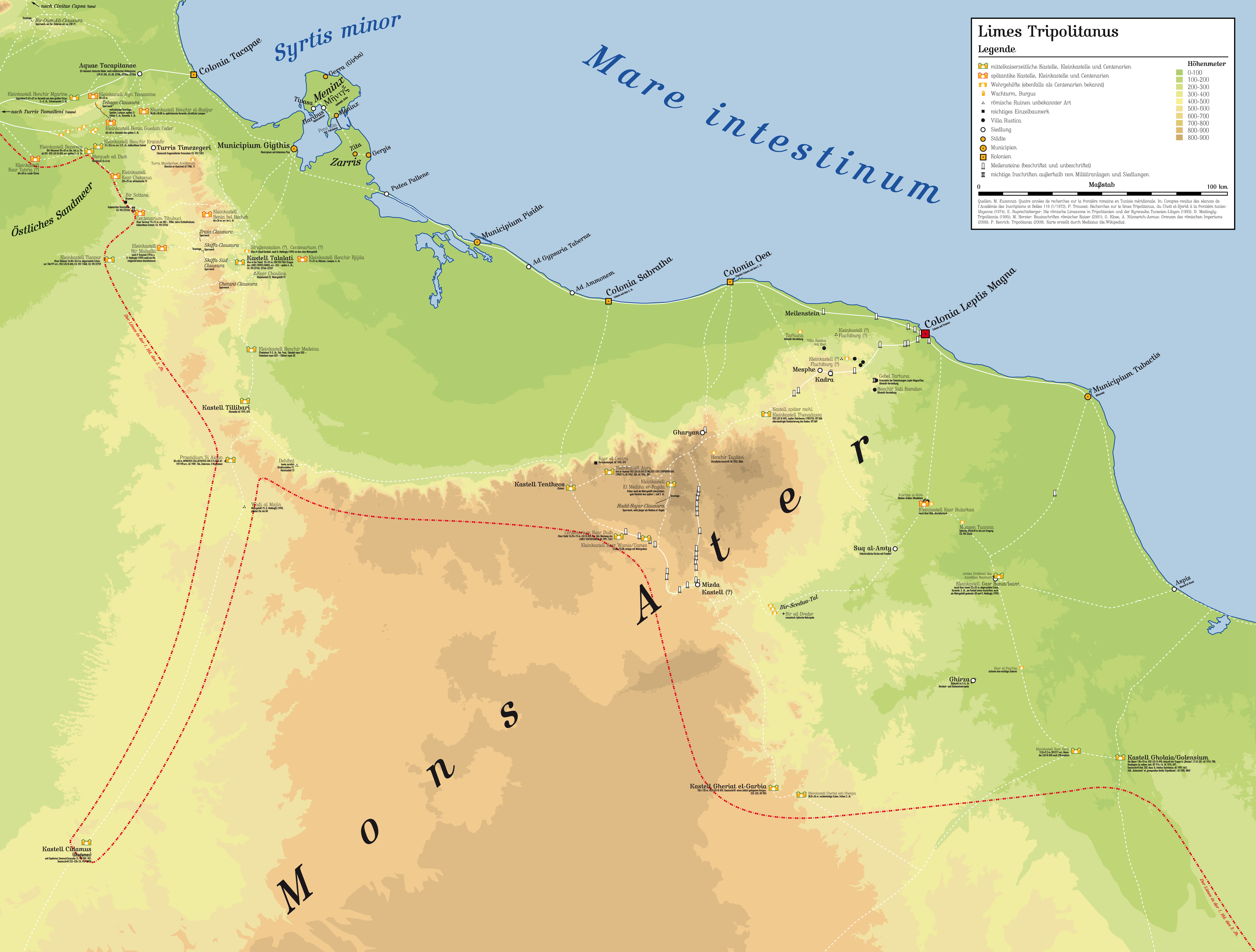
Der Limes Tripolitanus mit der Clausura Bir Oum Ali am Beginn des Limes Numidiae ganz oben links

Die Clausura im Wadi Oum Ali nach der 1972 veröffentlichten photogrammetrischen Aufnahme

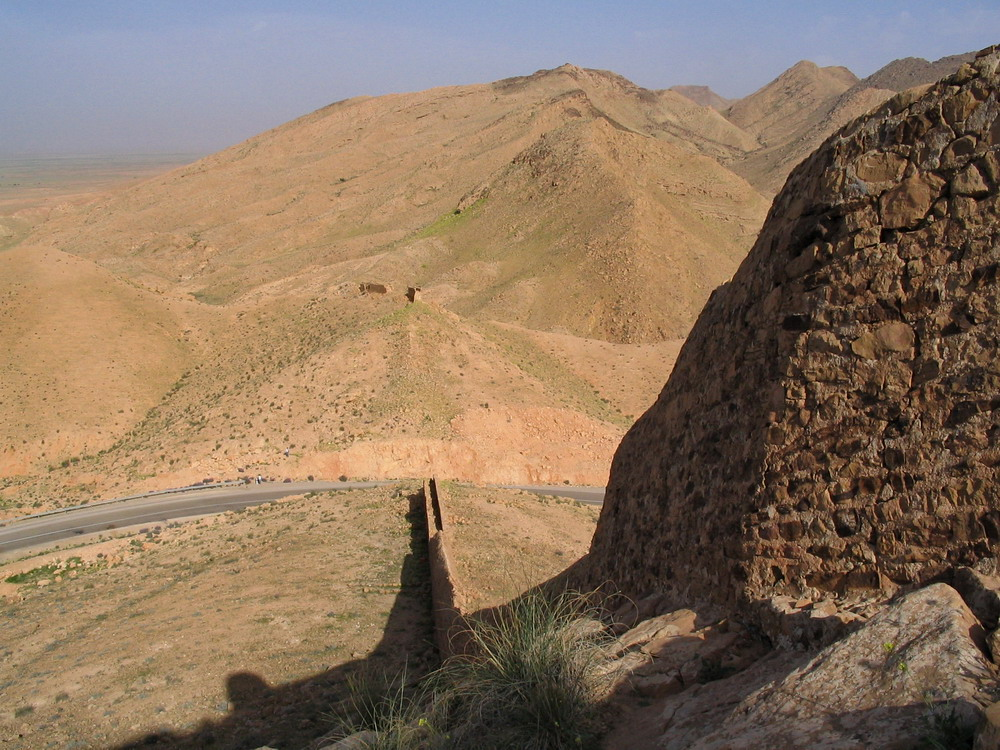
Blick von Westen über den besterhaltenen Teil der Clausura mit dem überdachten Abschnitt der Rinne. Deutlich sichtbar ist auch der tiefe, moderne Eingriff in den Bereich des damit zerstörten Torhauses auf der nun durchschnittenen Kuppe des Passes.

Clausura Bir Oum Ali ist die moderne Bezeichnung eines römischen Sperrwerks des Prinzipats, das für Sicherungs- und Überwachungsaufgaben am Limes Numidiae zuständig war. Die dortigen Limesanlagen wurden durch eine Kette aus Militärstationen und durchlaufenden Grenzbefestigungen gebildet und schlossen die römischen Provinz Africa proconsularis nach Süden hin ab. Die in einigen Abschnitten sehr gut erhaltene Befestigungslinie der Clausura wurde am nördlichen Rand des Schott Fedjedj, einem Sedimentbecken, errichtet, das sich heute im Norden des tunesischen Gouvernements Kebili befindet. Das Sperrwerk von Bir Oum Ali gilt auch als Beginn des Limes Numidiae, der seine Fortsetzung am anderen Ende des Schotts im Südosten mit dem Limes Tripolitanus findet. Die Clausura sperrte neben einer natürlichen Passage durch den Djebel Oum Ali, die das Wadi Oum Ali  ausgeschwemmt hat auch dessen angrenzende Höhen.

## Lage
Der zu den Ausläufern des Aurès-Gebirges gehörende Höhenzug von Oum Ali am Südrand des Djebel Asker erstreckt sich leicht sichelförmig von Westen nach Osten und bildet den nördlichen Abschluss des Schott Fedjadj. Das Wadi Oum Ali quert die Clausura in südwestlich-nordöstlich abfallender Hauptrichtung. Die antike Straßentrasse steigt von Südwesten aus dem Wadi kommend den westlich des Tales gelegenen Hang hinauf. In Mittelhanglage befand sich bis in die jüngste Zeit die einzige bekannte Toranlage des Sperrwerks. Mit Bir Oum Ali und anderen gesperrten und überwachten Stellungen ringsum konnten die Römer die riesige Fläche des Schotts Fedjedj überwachen.

## Forschungsgeschichte
Die am Ende des 19. Jahrhunderts bekannt gewordene römische Talsperre wurde kurze Zeit später trotz ihres vorzüglichen Erhaltungszustandes offensichtlich wieder vergessen. Ihr Entdecker war der französische Offizier Paul Goetschy (1848–1921), der 1894 die ersten Untersuchungen vornahm und die Baureste vermaß. Der Epigraphiker René Cagnat (1852–1937) hatte in seinem 1892 erschienenen Werk über die römische Armee in Afrika noch keine Kenntnisse von dieser Entdeckung, während der Althistoriker Maurice Euzennat wiederum konnte während seiner ab 1967 begonnenen vierjährigen Forschungstätigkeit am römischen Limes in Tunesien keine näheren Untersuchungen der Anlage vornehmen. Das 1894 noch als Ruine sichtbare Torhaus wurde ohne archäologische Begleitung weitgehend dem modernen Straßenbau geopfert. Teile der antiken Straßentrasse lassen sich jedoch noch östlich der heutigen Trasse im Gelände nachvollziehen und gleichfalls östlich blieb einer der beiden südlichen Quadersteinpfeiler der Tordurchfahrt in situ erhalten. Später nahm der britische Archäologe David Mattingly Feldbegehungen am Ort vor.

## Baugeschichte
Das von römischen Soldaten errichtete Sperrwerk bestand aus einer über 600 Meter langen Steinmauer, deren Höhe von 3,50 Meter bis 6 Meter variiert. Sie erstreckte sich von den Steilhängen des Wadis im Osten durch das Flussbett und hinauf zu dessen westlichen Höhen. Das durchschnittlich 1,50 Meter breite Bauwerk besaß ein sauber gesetztes und gemörteltes Schalenmauerwerk aus kleinerem Steinmaterial mit einer Hinterfüllung aus vermörtelten Bruchsteinen. Zumindest im zentralen Bereich der Mauer lässt sich ein offener, rund 0,75 Meter breiter „Wehrgang“ nachweisen, der beidseitig von einer rund 0,60 Meter hohen „Brustwehr“ begrenzt wird. Der Boden und die Wandungen des „Ganges“ zeigen noch einen teilweise feststellbaren Verputz. Im erhaltenen westliche Abschnitt wird der ansonsten offene Gang bei seinem steilen Anstieg zu den Höhen von einer giebelbogenförmigen Konstruktion aus demselben Mauerwerk überwölbt, die nach Goetschy an ihrem Scheitelpunkt 1,20 Meter hoch ist. Euzennat deutete diese Merkmale, mit denen sich Bir Oum Ali deutlich von allen Sperrwerken des Limes Tripolitanus unterscheidet, mit abweichenden strategischen Überlegungen der römischen Planer und verglich trotz der unterschiedlichen Mauerbreiten, diese afrikanische Clausura mit dem Hadrianswall. Dahingehend erschien es Euzennat so, als wenn die Talsperre von Bir Oum Ali älter sein könnte, als die Tebaga-Clausura. Der Archäologe David Mattingly erteilte jedoch älteren Vorstellungen, nach denen die römische Besatzung von der Mauer herab Angreifer abgewehrt habe, eine klare Absage, da die angebliche Brustwehr viel zu niedrig ausgelegt ist. Seiner Meinung nach könnte der „Wehrgang“ eher als Wasserrinne genutzt worden sein, um bei starken Regengüssen das kostbare Naß in eine Zisterne zu leiten. Goetschy hatte 1894 am Torhaus, dem dort tiefsten Punkt der Anlage, eine kreisförmige Struktur von vier Metern Innendurchmesser (2,50 Meter Gesamtdurchmesser) wahrgenommen, die er als Turm oder Brunnenkopf interpretierte. Für Mattingly schied eine Interpretation als Turm jedoch aus, da sich dieser unmittelbar seitlich an der Zufahrt zum Torhaus befunden haben müsste, wobei das Torhaus selbst – analog zu anderen Bauten gleichen Typs – höchstwahrscheinlich von zwei Türmen flankiert war. Der Archäologe machte darauf aufmerksam, dass die runde Struktur, die durch den modernen Straßenbau durchschnitten wurde, mit Putz ausgekleidet war und somit als Zisterne gedeutet werden könne, die von dem kleinen Grenzschutzkommando des Torhauses und Reisenden genutzt werden konnte. Die auf der Mauer nachgewiesene Rinne hätte ihr Wasser demnach in diese angrenzende Zisterne abgeben können. Goetschy selbst hatte betont, der Boden dieser Rinne bestehe „aus sehr hartem Beton, ähnlich dem, der bei römischen Kanalisationsarbeiten verwendet wurde …“ („… le sol de ce passage est en béton très dur, analogue à celui employé dans les travaux de canalisation romaine …“). Der Offizier will links und rechts im Bereich des überdachten Kanals, Spuren weiterer, sehr unregelmäßiger Rinnen gesehen haben.

## Fundgut
Das in der Nähe des Torhauses aufgelesene Keramikspektrum fiel bei Feldbegehungen Mattinglys sehr spärlich und undifferenziert aus. Der Archäologe konnte jedoch eine Randscherbe identifizieren, die in das zweite beziehungsweise dritte Jahrhundert datierte. Weitere Hinweise deuten darauf hin, dass die Clausura möglicherweise im frühen zweiten Jahrhundert errichtet wurde.